# Правило Свенсона

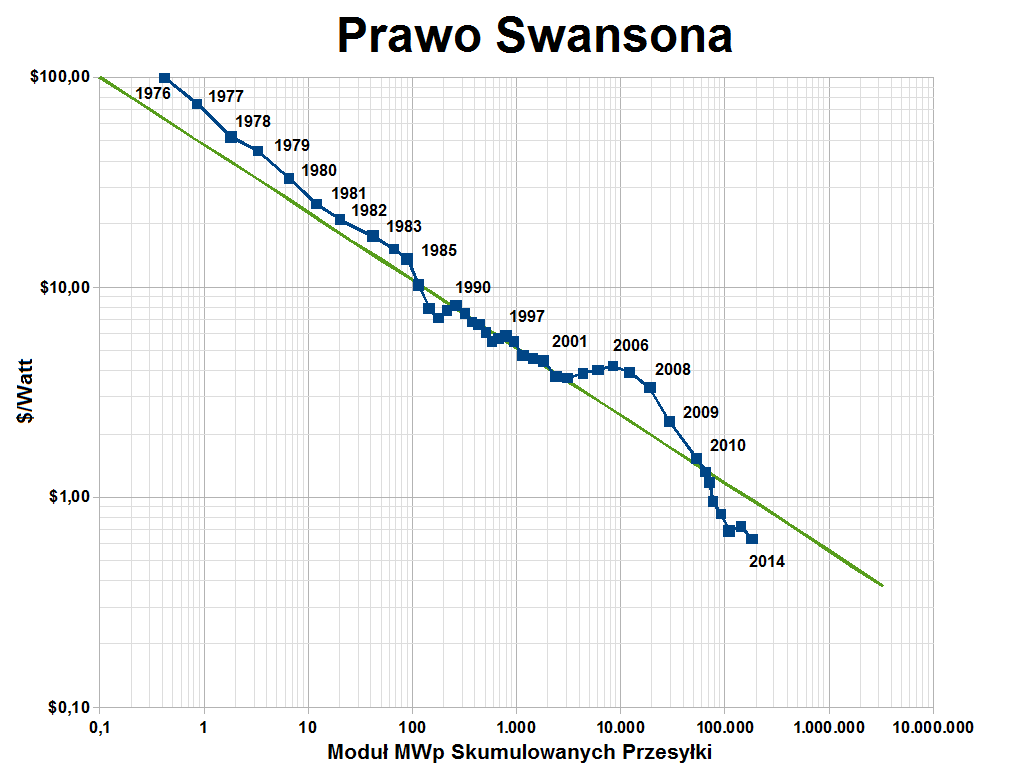
Правило Свенсона

Правило Свенсона — емпіричне правило, що випливає з цінового тренду на  фотоелектричні  сонячні батареї, згідно з яким кожне подвоєння виробничих потужностей  сонячної промисловості призводить до зниження ціни на комірки на 20%. Назва цього правила походить від прізвища Річарда Свенсона, засновника компанії з виробництва сонячних елементів англ. SunPower Corporation. Правило Свенсона порівнюється з  Законом Мура, згідно з яким, ціни на кристалічні сонячні елементи знизилася з 76,67 $/Вт в 1977 році, до прогнозованого рівня 0,74 $/Вт в 2013 р., підтверджуючи тим самим вказаний закон.